# 蔡銮扬
蔡銮扬（?—?），浙江桐乡人，清朝政治人物。同进士出身。

## 生平
蔡銮扬曾于嘉庆二十三年（1818年）接替盖文泌任延平府知府一职，道光二年（1822年）由锡霖接任。